# Castellers de les Roquetes
Els Castellers de les Roquetes és una colla castellera de les Roquetes, una entitat de població de Sant Pere de Ribes, al Garraf. L'entitat va ser fundada el 2011. El color de les seves camises és el gris.

## Història
La idea de crear una colla castellera a les Roquetes apareix l'any 2010 de diversos castellers del Garraf, d'entre els quals hi havia Joan Alba, el primer cap de colla. Després d'uns sis mesos de fer reunions, el febrer del 2011 comencen els assaigs al gimnàs de l'escola Les Roquetes. El 2 de maig del 2011 la junta de la Coordinadora de Colles Castelleres de Catalunya va aprovar l'ingrés de la colla a l'entitat. Amb aquesta incorporació va esdevenir la 61a colla membre de la coordinadora. Als seus inicis, la colla incorporà membres de colles de la comarca ja desaparegudes, com els Castellers de Vilanova - Colla de Mar (1972–1983), els Castellers de Ribes (1981–1985) o la Colla Jove de Vilanova (1982–1994).

### Temporada 2011
Els Castellers de les Roquetes van fer l'estrena l'11 de setembre del 2011 a la plaça de la Vinya d'en Petaca de Sant Pere de Ribes, amb motiu de la Diada Nacional de Catalunya. Acompanyats de la Colla Jove de Castellers de Sitges i dels Castellers de Castelldefels, van fer-hi un 3 de 6, un 4 de 6 i un pilar de 4. Durant aquesta diada també van estrenar oficialment les camises.
L'1 de novembre del 2011 els roquetencs van fer la seva segona actuació i última de la temporada, en la qual van revalidar els mateixos castells: 3 de 6, 4 de 6 i pilar de 4. Van actuar en solitari a la plaça Llobregat de Les Roquetes en el marc de la mostra gastronòmica Mercat del Cava.

### Temporada 2012
El 2012 estrenaren temporada al Tibidabo i ja per Sant Jordi afegiren al seu palmarès el 4 de 6 amb l'agulla. El maig descarregaren el primer 3 de 6 amb l'agulla.

## Temporades
Actualitzat el 26 de març de 2013
La taula següent mostra el nombre de castells descarregats (D) i carregats (C), excloent-ne intents i intents desmuntats, i d'actuacions fetes a cada temporada pels Castellers de les Roquetes des de la fundació de la colla, l'any 2011, fins a l'actualitat. Els castells apareixen ordenats segons el nivell de dificultat estipulat en la taula de puntuacions del VIII Concurs de castells Vila de Torredembarra (2011).
| Castell | Pde4 | Pde4 | Pde4cam | Pde4cam | Pde4ps | Pde4ps | 4de6 | 4de6 | 3de6 | 3de6 | 3de6a | 3de6a | 4de6a | 4de6a | 2de6 | 2de6 | Castells assolits | Actuacions |
| Temp.   | D    | C    | D       | C       | D      | C      | D    | C    | D    | C    | D     | C     | D     | C     | D    | C    | Castells assolits | Actuacions |
| ------- | ---- | ---- | ------- | ------- | ------ | ------ | ---- | ---- | ---- | ---- | ----- | ----- | ----- | ----- | ---- | ---- | ----------------- | ---------- |
| 2011    | 2    |      |         |         |        |        | 2    |      | 2    |      |       |       |       |       |      |      | 6                 | 2          |
| 2012    | 40   |      | 1       |         | 2      |        | 9    | 1    | 10   |      | 6     |       | 3     |       |      | 1    | 73                | 21         |
| 2013    | 5    |      | 1       |         |        |        |      |      |      |      |       |       |       |       |      |      | 6                 | 2          |
| Total   | 47   |      | 2       |         | 2      |        | 11   | 1    | 12   |      | 6     |       | 3     |       |      | 1    | 85                | 25         |

Font: Base de Dades de la Coordinadora de Colles Castelleres de Catalunya – Colla Jove Xiquets de Tarragona